# Важенец (озеро)
Ва́женец — озеро в Заостровском сельском поселении Виноградовского района Архангельской области России.
Озеро Важенец находится на востоке болота Кицкое Второе, в южной части Виноградовского района, недалеко от границы с Шенкурским районом, на высоте 52 м над уровнем моря. Площадь озера — 2,5 км².
С северной стороны из озера вытекает единственная река — Важенец (приток Кушеверы, бассейн Северной Двины).
Код водного объекта в государственном водном реестре — 03020300111103000004052.